# Parafia św. Katarzyny w Jasionowie

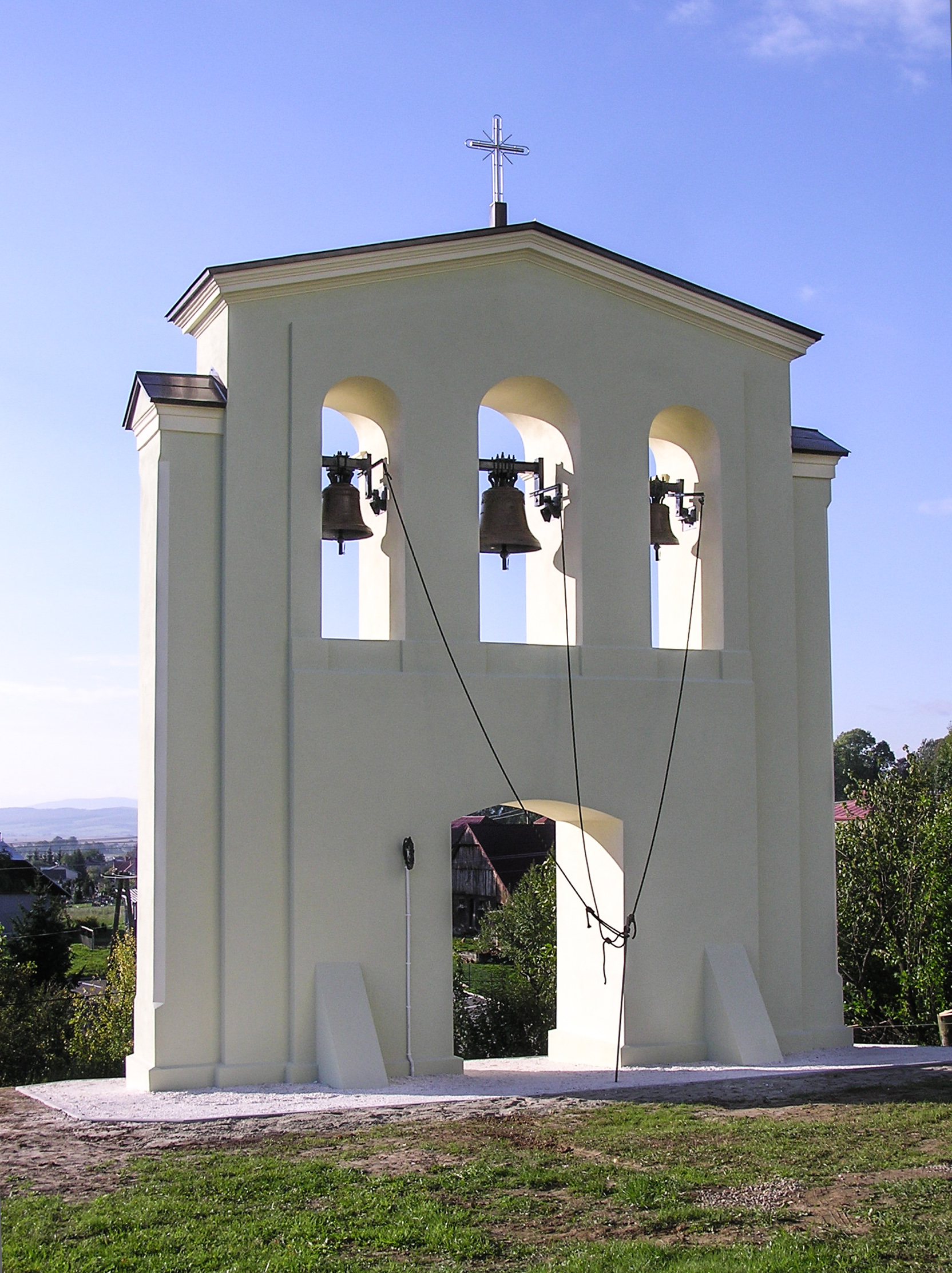
Zabytkowa dzwonnica z XIX wieku

Parafia św. Katarzyny w Jasionowie – parafia rzymskokatolicka znajdująca się w archidiecezji przemyskiej, w dekanacie Jaćmierz. 

## Historia
Parafia w Jasionowie została ufundowana prawdopodobnie w I połowie XV wieku. W 1427 roku jest wzmiankowany pierwszy proboszcz Stefan pleban z Jasionowa. W 1590 roku dziedzic Jan Błoński zamienił kościół na zbór ariański. Miejscowi katolicy z proboszczem w 1591 roku zbudowali w Trześniowie kościół, i tam 23 sierpnia 1590 roku król Zygmunt III Waza za zgodą biskupa erygował  parafię. W 1644 roku ks. Stanisław Zyberowicz, po wyroku Trybunału Lubelskiego odzyskał kościół w Jasionowie od dziedzica Piotra Chrząstowskiego. Ponieważ kościół był poważnie zniszczony, rozebrano go i odbudowano, a 1 listopada 1646 roku bp Stanisław Sieciński konsekrował kościół pw. św. Katarzyny. Po odnowieniu parafii w Jasionowie, kościół w Trześniowie stał się kościołem filialnym. 
W 1810 roku zbudowano kolejny drewniany kościół, który w 1854 roku konsekrował bp Franciszek Ksawery Wierzchlejski. W latach 1936–1955 zbudowano obecny murowany kościół, według projektu arch. Wawrzyńca Dajczaka. W 1955 roku kościół konsekrował bp Wojciech Tomaka.
W 1938 roku do parafii należały: Jasionów, Buków, Turze Pole, Wzdów, Zmiennica, i było 3 686 wiernych.
W 1981 roku drewniany kościół został przeniesiony do Zmiennicy, a po rekonstrukcji został poświęcony przez bpa Ignacego Tokarczuka. Wraz z kościołem przeniesiono do Zmiennicy płytę nagrobną Adama Wzdowskiego z 1539 r. z pięcioma herbami: Szreniawa z literami I.W. oraz w narożnikach Szreniawa, Jastrzębiec, Gozdawa i Grzymała (?). Jej fundatorem był syn zmarłego, Jan Wzdowski. W dawnym kościele w Jasionowie użyta była jako stopień ołtarza głównego. W Zmiennicy ułożona jest na placu przykościelnym. Jest to najstarsza płyta nagrobna w regionie brzozowskim.
W kościele znajduje się późnogotycka chrzcielnica z XV/XVI wieku, kamienna, ośmioboczna – z bogatą dekoracją heraldyczną, złożoną z 12 herbów. Powyżej kościoła wznosiła się murowana plebania z połowy XIX wieku, obecnie zburzona.
Na terenie parafii jest 1 300 wiernych (w tym: Jasionów – 1 100, Buków – 200).
Proboszczowie parafii:
ks. Walenty Żurowski.
ks. Józef Wolszleger.
?–1840. ks. Franciszek Wolszlegier.
1840–1887. ks. Feliks Piękoś.
1887–1913. ks. Jan Bardzik  .
1913–1928. ks. Michał Nowakowski  .
1928–1975. ks. Jan Dziedzic.
1975–1996. ks. Józef Krzywda .
1996–2020. ks. Władysław Pucia.
2020– nadal ks. Roman Lorens.

## Służebniczki starowiejskie
21 listopada 1905 roku do Jasionowa przybyły siostry Służebniczki starowiejskie, które sprowadziła hr. Maria Dzieduszycka. Siostry zamieszkały w budynku byłej karczmy. W 1985 roku z powodu złego stanu budynku siostry wyjechały z Jasionowa. Po wybudowaniu nowego domu zakonnego, w 1992 roku siostry powróciły.

## Dzwonnica
Przy drewnianym kościele znajduje się murowana dwukondygnacyjna dzwonnica arkadowa z drugiej połowy XIX wieku, która została zbudowana na miejscu wcześniejszej drewnianej. Pierwotnie mieściła się w obwodzie ogrodzenia placu kościelnego, pełniąc równocześnie funkcję bramy. Dolna kondygnacja z jedną szeroką arkadą zamkniętą łukiem, pełniła funkcję bramy kościelnej. Górna kondygnacja z trzema arkadami zamkniętymi półkoliście. Korona muru ukształtowana szczytowo. Dach dwuspadowy o połaciach opartych o koronę muru dzwonnicy, kryty blachą. Dzwonnica parawanowa, ażurowa. Wyposażenie dzwonnicy stanowią trzy dzwony, w tym jeden późnogotycki z 1540 r..